# Рорбах (Палатинат)
Рорбах (њем. Rohrbach) општина је у њемачкој савезној држави Рајна-Палатинат. Једно је од 74 општинска средишта округа Зидлихе Вајнштрасе. Према процјени из 2010. у општини је живјело 1.596 становника. Посједује регионалну шифру (AGS) 7337068.

## Географски и демографски подаци
Рорбах се налази у савезној држави Рајна-Палатинат у округу Зидлихе Вајнштрасе. Општина се налази на надморској висини од 139 метара. Површина општине износи 9,2 km². У самом мјесту је, према процјени из 2010. године, живјело 1.596 становника. Просјечна густина становништва износи 173 становника/km².

## Међународна сарадња
| Мјесто | Држава   | Врста сарадње | Од    |
| ------ | -------- | ------------- | ----- |
| Ахамс  | Аустрија | партнерство   | 1974. |
| Извор  |          |               |       |